# Canindo
Canindo är en ort i Mexiko.   Den ligger i kommunen Zamora och delstaten Michoacán de Ocampo, i den centrala delen av landet, 300 km väster om huvudstaden Mexico City. Canindo ligger 1 634 meter över havet och antalet invånare är 721.
Terrängen runt Canindo är varierad. Runt Canindo är det ganska tätbefolkat, med 116 invånare per kvadratkilometer. Närmaste större samhälle är Zamora, 6,6 km nordväst om Canindo. Trakten runt Canindo består till största delen av jordbruksmark.